# Lejona
Lejona (oficialmente en euskera: Leioa) es una localidad y municipio español situado en el territorio histórico de Vizcaya, en la comunidad autónoma del País Vasco. Pertenece al área metropolitana de Bilbao, y alberga la sede del campus principal de la Universidad del País Vasco. El término municipal tiene una población de 32 683 habitantes (INE 2024).

## Toponimia
Según Celdrán Gomáriz, el nombre «Lejona» proviene del antropónimo latino Laelius, un poseedor de tierras o de una villa que daría lugar posteriormente al pueblo: villa laeliana, es decir, finca de Lalio. En castellano antiguo se conocía al pueblo como «Lexona», convertido tras la evolución fonética de la x a la j (siglo XVII) en «Lejona» (al igual que «Xerez» -> «Jerez»).
Existen otras teorías sobre el origen del nombre del municipio, como la de Juan Ramón de Iturriza que lo atribuye al vocablo leiho-ona, que significa «buen mirador», o la de Antonio Trueba que lo atribuye al vocablo elexa-ona que significaría «buena iglesia».
Gorrotxategi y otros autores consideran que la etimología derivada de composiciones como leiho-ona carece de base documental y otorgan mayor crédito a Julio Caro Baroja, según el cual «Lejona» se compone de un nombre de persona con el sufijo «-ana» igual que en el caso de Lemona y Sopelana. Esta forma de denominar fundus o propiedades fue muy característico durante la época tardo-romana y la Alta Edad Media.
El municipio se denominó oficialmente con la forma castellana Lejona hasta que en 1979 fue declarada la forma euskérica Leioa como única denominación oficial del municipio.
En la denominación eusquérica se pierde la -n- intervocálica lenis (débil). Esto es algo común en la fonética vasca tanto en palabras de origen eusquérico como en préstamos del latín y sucede en otro casos como Lemoa (Lemona) o Sopela (Sopelana) etc.
La opción más sencilla puede ser la mejor: león o leona en vascuence es Lehoia. Ese Lehoia pudo ser anteriormente *Lehona. Si la H evoluciona a sonido Χ ( jota) como en folgar > holgar > juerga tenemos Lehona > Lejona, del modo más sencillo.

## Historia
Desde sus orígenes, en 1526, Lejona ha sido un municipio de caseríos dispersos dedicados a la ganadería y el cultivo de la tierra. Con la llegada de la industrialización a finales del siglo XIX, comienza una nueva era: se crean nuevos espacios para la edificación de viviendas, la industria, el ocio... Pero el gran cambio de Lejona se produce en los años 1960 con la implantación de importantes empresas que elevan el nivel de vida de una población creciente. El crecimiento demográfico y consecuente desarrollo urbanístico continúa hasta nuestros días.

### De los orígenes a la fundación
A finales del siglo XV, coincidiendo con la pacificación del territorio, se produce una evidente recuperación económica y demográfica; aumenta el número de caseríos, y se forman colectividades dispuestas a llevar las riendas de la vida en común, desligándose de las imposiciones de la nobleza feudal.
Una de estas iniciativas correspondió a la iglesia de San Juan Bautista que, siendo poco más que una pequeña ermita, el 31 de octubre de 1526 se independizó de la parroquia de Erandio. La gran distancia que separaba a este templo de muchos caseríos dispersos de Lejona y un largo pleito sobre el cobro de los diezmos condujeron así al nacimiento de una nueva anteiglesia encuadrada en la Merindad de Uribe y con representación en las Juntas Generales de Vizcaya. Desde entonces, los muros de San Juan han sido testigos de toda la vida local.

### Lejona en los siglosXVI-XIX
Entre los siglos XVI y XIX, los habitantes de Lejona se afanaron por buscar nuevas fuentes de recursos para una población cada vez más numerosa. Es cierto que la introducción de nuevos cultivos de origen americano, las mejoras técnicas y las roturaciones habían hecho más productiva la actividad agrícola, pero fue preciso buscar complementos en otros ámbitos: la pesca, la marina mercante, el transporte en gabarras y a la sirga, los molinos del Gobela, las ferrerías, la producción de carbón vegetal o la construcción de edificios, al socaire del esplendor comercial de la vecina villa bilbaína.
En el terreno social, sin embargo, el antiguo concejo abierto en el que participaban todos los vecinos se vio suplantado por el gobierno de la minoría más influyente (descendientes de los linajes medievales, eclesiásticos, mercaderes, escribanos y labradores acomodados) que fueron haciéndose con los bienes comunales que permitían la subsistencia de los más desfavorecidos, originando fuertes tensiones sociales.
Este conflicto alcanzó su punto más álgido en las guerras carlistas. En la primera, los lejonatarras se sumaron al bando tradicionalista, participando activamente en el sitio de Bilbao; en la segunda, se fortificaron los enclaves de Gaztelueta y Ondiz, cuyos restos aún perduran.
Hacia mediados del siglo XIX, el lugar, una anteiglesia ya por entonces con ayuntamiento propio, tenía contabilizada una población de 389 habitantes. Aparece descrito en el décimo volumen del Diccionario geográfico-estadístico-histórico de España y sus posesiones de Ultramar de Pascual Madoz con las siguientes palabras:

LEJONA: anteigl. con ayunt. en la prov. de Vizcaya, part. jud. de Bilbao (2 leg.), aud. terr. de Burgos (30), c. g. de las Provincias Vascongadas (á Vitoria 14), dióc. de Calahorra (30): tiene el 46.º voto y asiento en las juntas de Guernica y contribuye por 47 3/4 fogueras: sit. en terreno quebrado á la der. del r. Nervion y á dist. de 1/2 leg. del mar; disfruta de clima templado. Consta de 9 barrios que son Aqueche, Artaza, Elejalde, Libano, Ondiz, Peruri, Sta. Mamiña, Ubedar y Udonda que reunen 88 casas: escuela de primeras letras dotada con 1,292 rs. y concurrida por 24 alumnos; igl. parr. bajo la advocacion de San Juan Bautista, aneja de la de Erandio y servida por un beneficiado de la matriz; 2 ermitas dedicadas á Ntra. Sra. y San Bartolomé. El térm. confina N. Guecho; E. y S. Erandio, O. Cestao, de cuyo territorio lo separa el r. Nervion. El terreno es montuoso y de mediana calidad; le baña un riach. que desagua en el espresado r. caminos: carretiles y en mal estado: el correo se recibe de Bilbao. prod.: trigo, maiz, frutales y legumbres; cria ganado vacuno y de cerda; caza de liebres y ánades, y abundante pesca de todas clases. ind.: 2 molinos harineros. pobl.: 116 vec., 389 alm. riqueza imp.: 11,251 rs. 27 mrs.
(Madoz, 1847, p. 128)

### El impacto de la industrialización[15]
Lejona afronta el último cuarto del siglo XIX con las arcas municipales vacías y la economía de los vecinos de la anteiglesia maltrecha por los efectos de la última carlistada. Pero la estabilidad política trajo nuevos aires de prosperidad que iban a transformar profundamente el paisaje de la comarca.
La iniciativa privada se empeñó en la desecación de la vega de Lamiaco, el relleno de las marismas y el encauzamiento de los ríos Gobela y Udondo, proporcionando nuevos espacios para la edificación residencial, la industrial, el ocio y la agricultura. El cultivo de la tierra siguió siendo la principal actividad económica, potenciada con la introducción de abonos y especies seleccionadas, con la convocatoria de ferias y exposiciones o con la formación de los labradores.
Pero la verdadera innovación fue el establecimiento de la industria en Lamiako, lugar privilegiado desde el punto de vista de los transportes y comunicaciones; allí se asentaron La Vidriera, La Camera Española, la Compañía de Alcoholes y La Delta Española (luego Earle), que atrajeron mano de obra de las provincias limítrofes y de otros países. El incremento demográfico y las penosas condiciones laborales de la época suscitaron nuevos problemas sociales y asistenciales que fueron paliadas por instituciones asistenciales y por el asociacionismo político y sindical.
Con la llegada de la industrialización, el tradicional paisaje de caseríos dispersos se vio suplantado por otro de viviendas de obreros agrupadas en torno a las nuevas fábricas, emplazadas en lugares hasta entonces casi vacíos.
El notable progreso del número de habitantes requirió la mejora de los equipamientos; de esa manera, se habilitó el hospital de epidémicos, se construyeron el matadero, la casa consistorial y las escuelas de Lamiako, se amplió el cementerio y se edificio la capilla de San Máximo, obras todas ellas desarrolladas entre 1889 y 1907.
También las infraestructuras se transformaron como jamás lo habían hecho hasta entonces: canalizaciones, muelles, caminos vecinales, calles... Leioa no permaneció ajena a los modernos adelantos de la época: el telégrafo, el teléfono, la luz eléctrica, el agua corriente, el servicio de correos, el ferrocarril y el automóvil, que empezaba a circular tímidamente por la Carretera de la Avanzada.
En torno a estas fechas, las viejas normas de la Anteiglesia, perpetuadas por el uso y la costumbre, fueron puestas por escrito en los Bandos de Buen Gobierno, que regularon aspectos tales como la limpieza de las calles, los horarios comerciales o las conductas adecuadas en los lugares públicos.
El fútbol, importado de Inglaterra, se convirtió en poco tiempo en el «deporte rey» en Leioa. A finales del siglo XIX las campas de Lamiako vieron nacer al Athletic Club y al Bilbao Football Club, cuya unificación daría lugar al actual Athletic Club. En aquel rústico escenario, que obligaba a los espectadores que acudían en tren a bajarse de los vagones en marcha porque no había apeadero cerca, disputó el Athletic sus partidos durante una década.

### Hacia el gran cambio de los años 1960

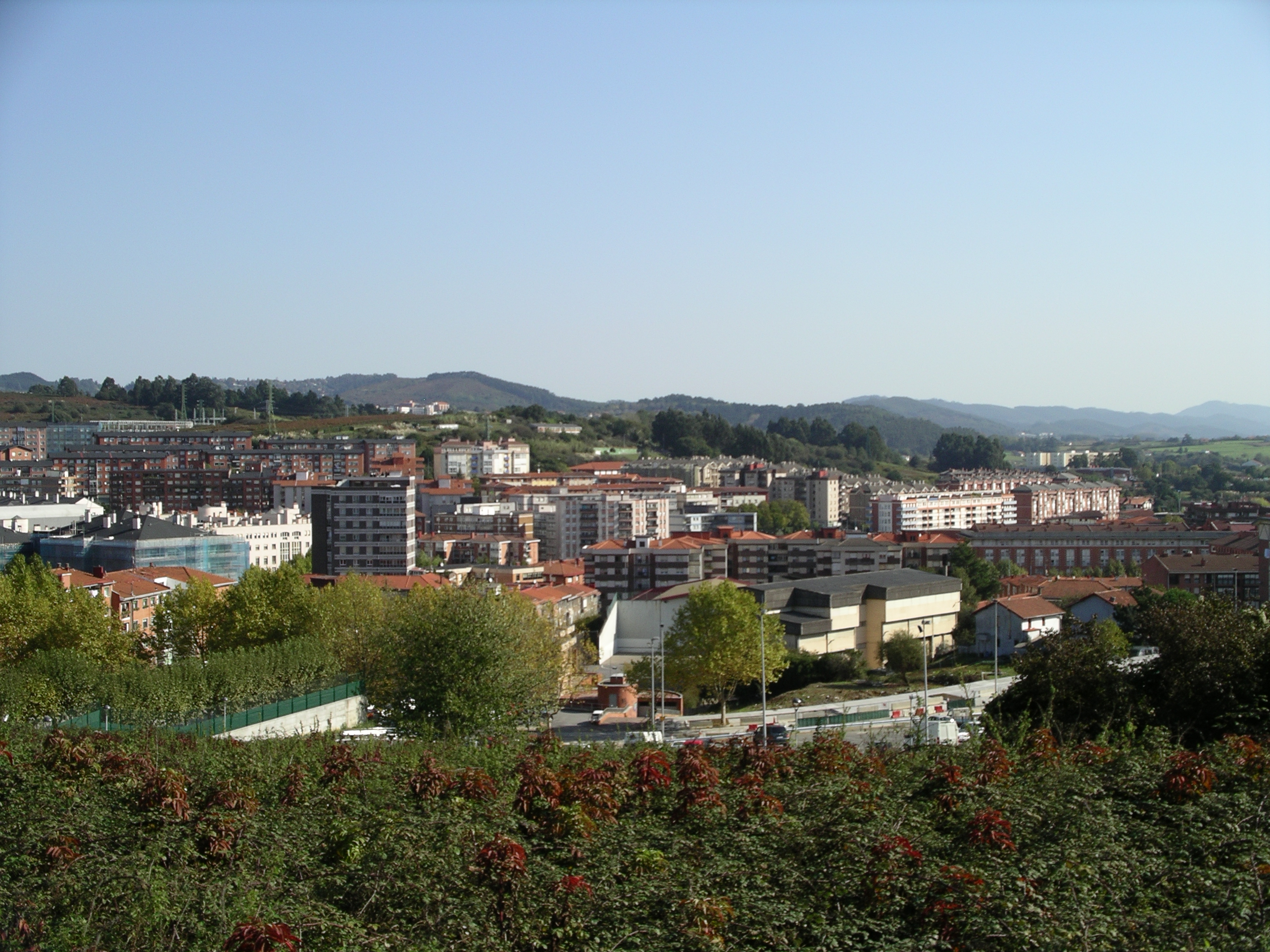
Vista general

La Guerra Civil fue de corta duración en Lejona, aunque sus efectos se prolongaron durante muchos años. El aeródromo de Lamiaco fue la base de operaciones de los escasos aparatos que opusieron resistencia a los alzados y sus aliados alemanes e italianos; por ello, las pistas y las vecinas instalaciones de la fábrica Earle, en la que se manufacturaban municiones, fueron objetivos preferidos de la aviación sublevada, que llevó el miedo a los habitantes.
Concluidas las operaciones bélicas en junio de 1937, la principal ocupación de los vecinos consistió en reunir medios materiales para la supervivencia. El proceso de recuperación, muy lento al principio, se aceleró en los años sesenta, con la instalación en la localidad de nuevas e importantes empresas que ayudaron a elevar el nivel de vida y el poder adquisitivo de una población cada vez más crecida.

## Geografía
Los montes más altos de Lejona son Kurkudi (126 m), Bolumburu e Ikea.

## Demografía
Lejona cuenta con una población de 32 683 habitantes (INE 2024).
| Gráfica de evolución demográfica de Lejona entre 1842 y 2021 |
| |
| Población de derecho según los censos de población del INE Población de hecho según los censos de población del INEEn estos censos se denominaba Lejona: 1842, 1857, 1860, 1877, 1887, 1897, 1900, 1910, 1920, 1930, 1940, 1950, 1960, 1970 y 1981 |

## Economía
Cuenta con industria del acero, química, mecánica, alimentaria y del vidrio.
En este municipio se encuentra situado el campus principal (incluida la sede del Rectorado) de la Universidad del País Vasco. Las facultades que aquí se sitúan son la Facultad de Medicina y Odontología, Facultad de Ciencia y Tecnología, Facultad de Bellas Artes, Facultad de Ciencias Sociales y de Comunicación, Escuela Universitaria de Relaciones Laborales, Escuela Universitaria de Enfermería, Escuela de Hostelería de Lejona y la facultad de Magisterio. Posee un Aula Magna, el Instituto Biofísika del CSIC y el mayor polideportivo universitario de todo el País Vasco.

## Administración y política

### Gobierno municipal
| Periodo   | Nombre                          | Partido | Partido                                                      |
| --------- | ------------------------------- | ------- | ------------------------------------------------------------ |
| 1979-1983 | Domingo Aresti Basañez          |         | Euzko Alderdi Jeltzalea-Partido Nacionalista Vasco (EAJ-PNV) |
| 1983-1987 | Ignacio San Juan Unanue         |         | Euzko Alderdi Jeltzalea-Partido Nacionalista Vasco (EAJ-PNV) |
| 1987-1999 | Miguel Ariño Bastida            |         | Euzko Alderdi Jeltzalea-Partido Nacionalista Vasco (EAJ-PNV) |
| 1999-2007 | Karmelo Sainz de la Maza Arrola |         | Euzko Alderdi Jeltzalea-Partido Nacionalista Vasco (EAJ-PNV) |
| 2007-2013 | Eneko Arruebarrena Elizondo     |         | Euzko Alderdi Jeltzalea-Partido Nacionalista Vasco (EAJ-PNV) |
| 2013-2019 | Mª Carmen Urbieta González      |         | Euzko Alderdi Jeltzalea-Partido Nacionalista Vasco (EAJ-PNV) |
| 2019-act. | Iban Rodríguez Etxebarria       |         | Euzko Alderdi Jeltzalea-Partido Nacionalista Vasco (EAJ-PNV) |

| Partido político                                              | 2023  | 2023  | 2023       | 2019  | 2019  | 2019       | 2015  | 2015  | 2015       | 2011  | 2011  | 2011       | 2007  | 2007  | 2007       |
| Partido político                                              | Votos | %     | Concejales | Votos | %     | Concejales | Votos | %     | Concejales | Votos | %     | Concejales | Votos | %     | Concejales |
| Euzko Alderdi Jeltzalea-Partido Nacionalista Vasco (EAJ-PNV)  | 5457  | 38,25 | 8          | 6520  | 40,98 | 9          | 5202  | 36,18 | 9          | 5502  | 38,64 | 9          | 5321  | 42,24 | 10         |
| Euskal Herria Bildu (EH Bildu)-Bildu                          | 3083  | 21,61 | 5          | 2887  | 18,14 | 4          | 2280  | 15,86 | 3          | 2462  | 17,29 | 4          | —     | —     | —          |
| Partido Socialista de Euskadi-Euskadiko Ezkerra (PSE-EE PSOE) | 2154  | 15,09 | 3          | 2692  | 16,92 | 4          | 1862  | 12,95 | 3          | 2402  | 16,87 | 4          | 3127  | 24,83 | 6          |
| Partido Popular del País Vasco (PP)                           | 1839  | 12,89 | 3          | 1169  | 7,34  | 1          | 1377  | 9,58  | 2          | 2129  | 14,95 | 3          | 2074  | 16,47 | 3          |
| Elkarrekin Podemos (EP)-Ezker Anitza-IU-Leioa Despierta (ELD) | 1378  | 9,66  | 2          | 2246  | 14,11 | 3          | 2356  | 16,39 | 4          | —     | —     | —          | —     | —     | —          |
| Ezker Batua-Berdeak (EB-B)                                    | —     | —     | —          | —     | —     | —          | 217   | 1,51  | 0          | 810   | 5,69  | 1          | 1130  | 8,97  | 2          |

### Organización territorial

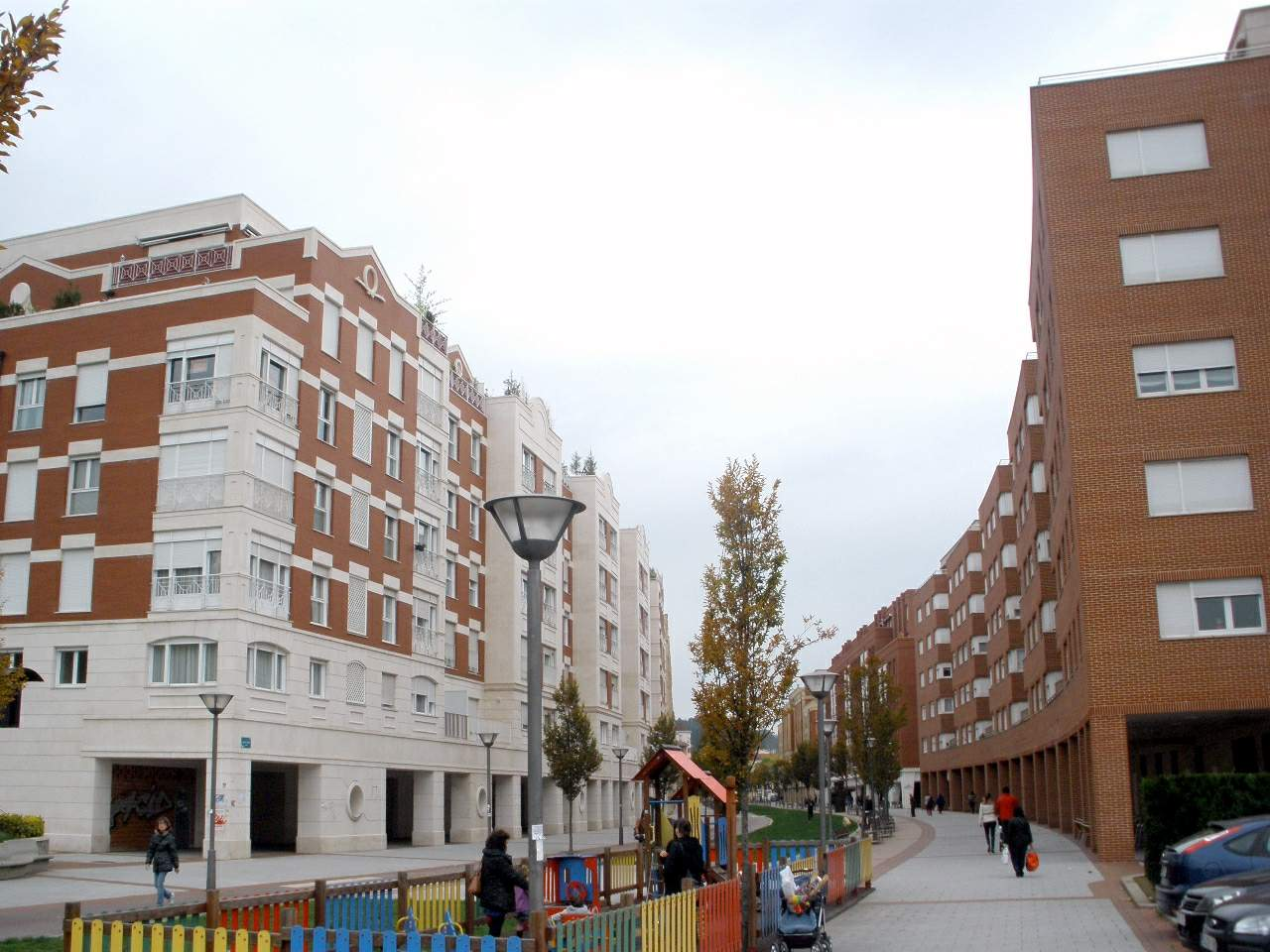
Bulevar de Udondo

A efectos estadísticos poblacionales, los barrios se agrupan en tres entidades singulares de población, divididas a su vez en núcleos de población:
- Artaza (7644 hab): Artaza (1047 hab), Artazagane (1195 hab), Begoñako Ama (30 hab), Negurigane (1411 hab), Peruri (100 hab), Los Pinos (Pinueta) (1942 hab), San Bartolomé (224 hab), Tellería (231 hab), Zarragueta (503 hab) y Landabarri (961 hab).
- Elejalde (19 903 hab): Aketxe (27 hab), Elejalde (10 389 hab), Iturribide (768 hab), Mendibil (1239 hab), Ikea (1355 hab), Ondiz (943 hab), Sakoneta (257 hab), San Juan (384 hab), Santimami (156 hab), Santsoena (44 hab), Sarriena (1578 hab), Txorierri (986 hab), Udondo (20 hab), Centro Cívico (764 hab) y Estartetxe (993 hab).
- Lamiako (4625 hab): Los Chopos (Txopoeta) (1942 hab) y Lamiako (2683 hab).

## Cultura

### Arquitectura religiosa
En el barrio de Elexalde (que precisamente quiere decir al lado de la iglesia) se encuentra la iglesia de San Juan Bautista, ampliamente renovada, aunque conserva partes de 1526.
En el barrio de Ondiz se encuentra la ermita de Andra Mari, de origen medieval, aunque el edificio actual es del siglo XVI, con profundas reformas posteriores. Esta construcción sirvió de fortín durante las guerras carlistas.
Entre los barrios de Peruri y Basáñez se encuentra la ermita de San Bartolomé, también del siglo XVI, con modificaciones posteriores.
Si bien la ermita de San Mamés o de Santimami pertenece a Erandio, se encuentra en el límite con Lejona, municipio al que pertenece la campa donde se celebra la romería de este santo.

### Arquitectura civil

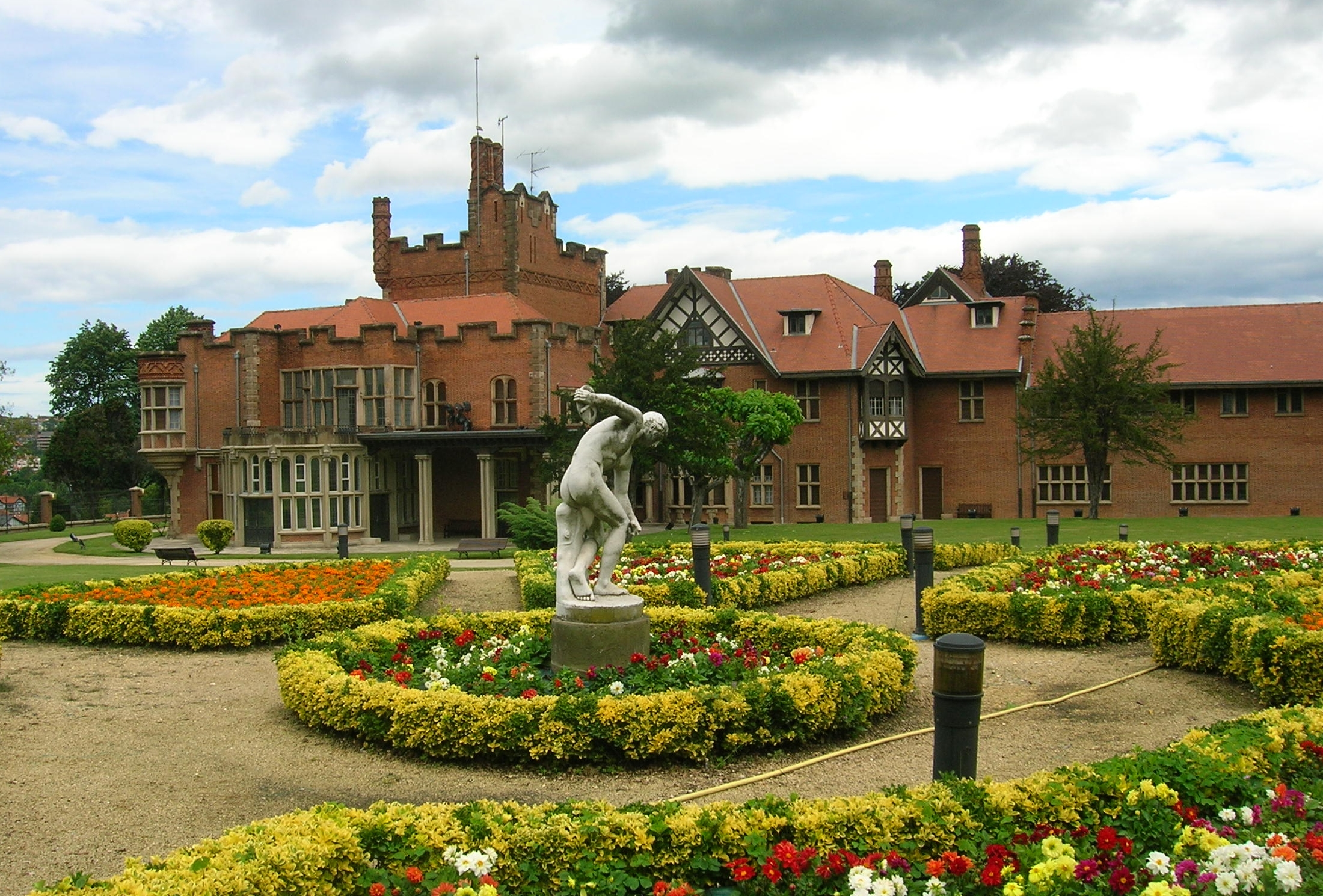
Palacio Artaza

En el barrio de Elexalde se encuentra el edificio del Ayuntamiento, construido en el año 1891, a pocos metros de la iglesia de San Juan Bautista, núcleo original de la anteiglesia.
De entre todos los edificios de viviendas, destaca el Palacio Artaza, un conjunto diseñado en 1914 por Manuel María Smith para el industrial Víctor Chávarri. Se trata de un gran edificio de estilo Reina Ana (revival de barroco inglés), algunos edificios anexos menores, un amplio jardín (parte del cual es actualmente un parque de acceso público) y varias estatuas.
En el barrio de Ondiz se levantó en el siglo XIX el Palacio de Atxutena o Atxutegiena. Se halla también la Torre de Ondiz, casona rural del siglo XVI rehabilitada recientemente y que en 2013 el Ayuntamiento reabrió como espacio de exposiciones y conferencias.
El puente sobre la desembocadura de los ríos Udondo y Gobela conserva parte de la estructura de hierro fundido del Puente del Arenal o de Isabel II, que se había construido entre el Arenal de Bilbao y Abando entre 1845 y 1848. En 1876 se decidió reutilizar en Lejona unos arcos de fundición del puente bilbaíno, que había sido gravemente dañado en la Guerra Carlista.
Lejona conserva gran número de caseríos (casas de labranza tradicionales que combinan el uso residencial y agropecuario), de distintas épocas. El actual caserío Alzaga conserva la base de una casa-torre medieval.

### Museos

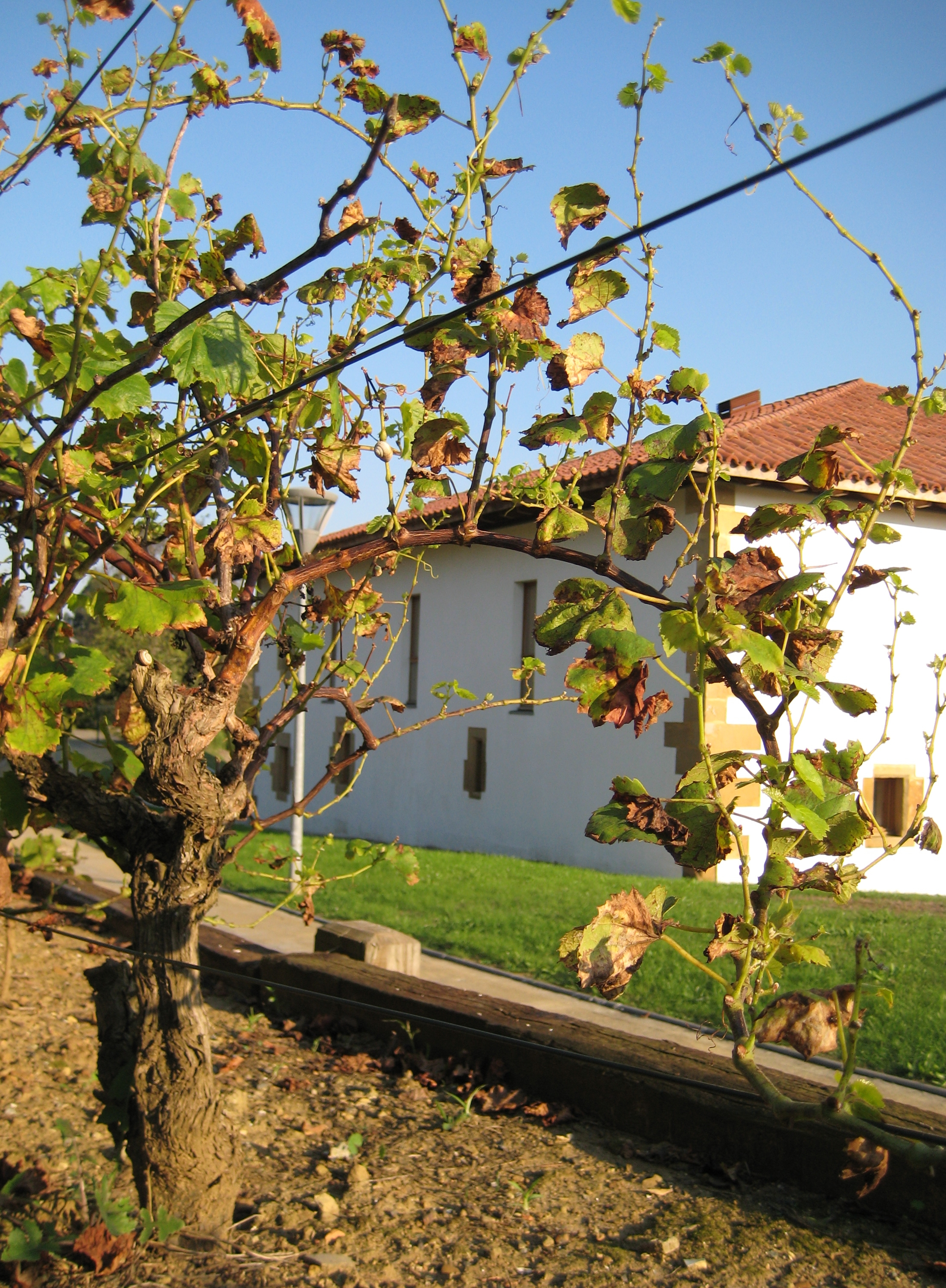
Palacio Mendibile, Museo del Chacolí

El campus de la Universidad del País Vasco alberga el Museo Vasco de Historia de la Medicina y de las Ciencias, con objetos médicos de los siglos XIX y XX.
El Palacio Mendibile es sede del Consejo Regulador de la denominación de origen Chacolí de Vizcaya, y alberga el Museo del Chacolí.

### Escultura
Dado que el mayor desarrollo demográfico de Lejona se ha dado en los siglos XX y XXI, las esculturas que pueden verse en sus calles y jardines datan de estos siglos. Actualmente hay obras de Jorge Oteiza, Néstor Basterretxea, Rob Krier, Juanjo Novella, Vicente Larrea, Remigio Mendiburu, etc.

### Feria de artistas callejeros
Anualmente Lejona celebra en mayo su feria del humor (Feria de Artistas Callejeros del Humor de Lejona, conocida como Umore Azoka), centrada en el teatro de calle.